# Calamagrostis matsumurae
Calamagrostis matsumurae är en gräsart som beskrevs av Carl Maximowicz. Calamagrostis matsumurae ingår i släktet rör, och familjen gräs. Inga underarter finns listade i Catalogue of Life.